# Junaidi Hashim
Junaidi Bin Hashim (* 3. August 1982) ist ein singapurischer Radrennfahrer.
Junaidi Hashim wurde 2005 singapurischer Meister im Straßenrennen. Im nächsten Jahr gewann er den ersten Teil des SACA Road Race. In der Saison 2009 konnte er nach mehreren guten Etappenplatzierungen die Gesamtwertung der Tour of Egat Kanchanaburi für sich entscheiden. Außerdem gewann er das Cyclone Classic Team Time Trial und wurde Dritter der nationalen Meisterschaft. Bei den Südostasienspielen in Vientiane belegte Hashim den sechsten Platz im Straßenrennen.

## Erfolge
2005
- Sinpaurischer Meister – Straßenrennen

2012
- Sinpaurischer Meister – Einzelzeitfahren

## Teams
- 2012 OCBC Singapore Continental Cycling Team